# Station Adderley Park
Adderley Park is een station van National Rail in Birmingham in Engeland. Het station is eigendom van Network Rail en wordt beheerd door West Midland Trains. Het station is geopend in 1860.